# Élections générales espagnoles de 2016 dans les Asturies
Les élections générales espagnoles de 2016 (en espagnol : Elecciones generales de España de 2016) se sont tenues le dimanche 26 juin 2016 afin d'élire les 350 députés et 208 des 266 sénateurs de la XIIe législature des Cortes Generales. 8 députés sont élus dans les Asturies.

## Résultats

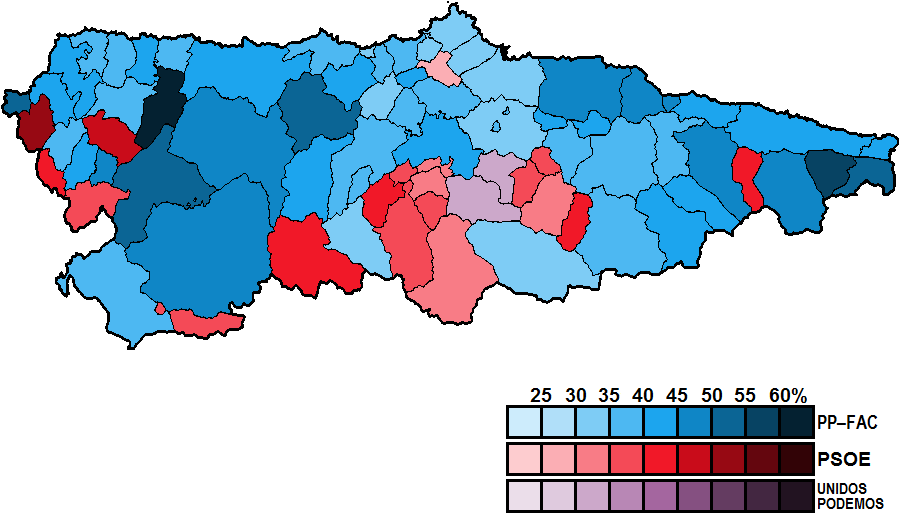
Résultats par commune.

| Parti                  | Parti                                                   | Voix    | %     | +/-           | Sièges | +/-           |
| ---------------------- | ------------------------------------------------------- | ------- | ----- | ------------- | ------ | ------------- |
|                        | Liste commune PP-Foro                                   | 209 632 | 35,25 | 5,14          | 3      | en stagnation |
|                        | Parti socialiste ouvrier espagnol (PSOE)                | 147 920 | 24,87 | 1,58          | 2      | en stagnation |
|                        | Unidos Podemos (UP) (Pod.-IU-Equo-IAS-CLI-AS)           | 141 845 | 23,85 | 5,94          | 2      | en stagnation |
|                        | Ciudadanos (Cs)                                         | 74 961  | 12,60 | 0,96          | 1      | en stagnation |
|                        | Parti animaliste contre la maltraitance animale (PACMA) | 6 398   | 1,08  | 0,35          | 0      | en stagnation |
|                        | Sièges en blanc (EB)                                    | 2 517   | 0,42  | 0,12          | 0      | en stagnation |
|                        | Vox                                                     | 1 442   | 0,24  | 0,04          | 0      | en stagnation |
|                        | Union, progrès et démocratie (UPyD)                     | 1 391   | 0,23  | 0,39          | 0      | en stagnation |
|                        | Parti communiste des peuples d'Espagne (PCPE)           | 1 383   | 0,23  | 0,03          | 0      | en stagnation |
|                        | Recortes Cero-Grupo Verde (RC-GV)                       | 1 086   | 0,18  | 0,01          | 0      | en stagnation |
|                        | Autres partis                                           | 750     | 0,13  | -             | 0      | -             |
|                        | Vote blanc                                              | 5 374   | 0,90  | en stagnation |        |               |
|                        |                                                         |         |       |               |        |               |
| Suffrages exprimés     | Suffrages exprimés                                      | 594 699 | 99,04 |               |        |               |
| Votes nuls             | Votes nuls                                              | 5 764   | 0,96  |               |        |               |
| Total                  | Total                                                   | 600 463 | 100   | -             | 8      | en stagnation |
| Abstention             | Abstention                                              | 382 374 | 38,91 |               |        |               |
| Inscrits/Participation | Inscrits/Participation                                  | 982 837 | 61,09 |               |        |               |